# 闵勖
闵勖，一作闵顼（？—886年），字公谨，中国唐朝末年军阀，882年—886年间起初作为湖南观察使控制湖南包括军部潭州在内的大部分，后为节度使。886年，被杀。

## 家世和接管湖南
闵勖家世不详，《旧唐书》《新唐书》均无其传。原为洪州将，乾符年间去安南征讨蛮族，为戍将。中和元年（881年）十二月回军复命时，行经潭州，逐湖南观察使李裕，夺权，自任留后。传檄各州，一同防御寇盗，境内得以安宁。闵勖遣使奉表归朝。

## 统治湖南和身亡
中和二年（882年）五月时，闵勖已被唐僖宗认可为湖南观察使。闵勖屡次请求升湖南为节镇，朝廷怕诸道观察使效仿，不许。先前被朝廷招安为抚州刺史的高安民军首领钟传逐江西观察使高茂卿，据其军府洪州。朝廷希望挑动闵勖与钟传相斗，于是升江西观察使为镇南军节度使，以闵勖充镇南军节度使，命他回洪州驱逐钟传。闵勖知道朝廷的用意，推辞不发兵。
中和三年（883年）八月，朝廷升湖南观察使为钦化军节度使，诏以闵勖为节度使、潭州刺史，授检校尚书右仆射。署部下邓处讷为邵州兵马留后。
闵勖强大，治下有恩。曾作《弄马图》，结好淮南节度使高骈。光启二年（886年），陬溪人周岳率众驱逐衡州刺史徐颢，被朝廷诏授衡州刺史。闵勖出于同情率兵接纳徐颢。攻陷澧州自称刺史的石门峒酋向瓌召梅山十峒獠断邵州道，闵勖掩袭其营。周岳以弱兵诱敌，闵勖中伏大败。六月，周岳发兵攻潭州。在蔡州称帝的秦宗权部将黄皓正在这一带，闵勖请他入城共同守禦。黄皓入潭州后，杀闵勖，夺权。当月，周岳攻破潭州，擒杀黄皓，夺取钦化军（后更名为武安军）。后来邓处讷又号召为闵勖复仇：“闵仆射驻军长沙，亲捍寇盗，布衣粝食以养士卒，救民于涂炭，恩德厚矣，不幸为鼠辈所图，我与公等都受仆射大恩，今周岳无故杀之，我欲与公等竭一州之力为仆射报仇，可乎？”诸将都同意：“留后为善人雪冤，敢不从命！”邓处讷遂联合朗州刺史雷满攻杀周岳。